# Frenelle-la-Petite
Frenelle-la-Petite ([fʁəˈnɛlˌla pəˈtit] ) ist eine französische Gemeinde mit 47 Einwohnern (Stand: 1. Januar 2022) im Département Vosges in der Region Grand Est (bis 2015 Lothringen). Sie gehört zum Arrondissement Neufchâteau (bis 2024 Épinal) und ist Mitglied im Gemeindeverband Communauté de communes de Mirecourt Dompaire. Die Bewohner werden Fresnelliens und Fresnelliennes genannt.

## Geografie
Die Gemeinde Frenelle-la-Petite liegt in der Landschaft Xaintois an der Grenze zum Département Meurthe-et-Moselle, neun Kilometer nordwestlich der Kleinstadt Mirecourt. Das flachwellige Bodenrelief um Frenelle-la-Petite gehört zum Einzugsgebiet des Madon. Nachbargemeinden von Frenelle-la-Petite sind Fraisnes-en-Saintois im Norden, Frenelle-la-Grande im Osten, Puzieux im Südosten, Juvaincourt im Süden, Oëlleville im Südwesten sowie Blémerey im Nordwesten.

## Geschichte
Die erste urkundliche Erwähnung erfuhr Frenelle-la-Petite bereits im Jahr 1044. Das Dorf gehörte zur Vogtei Mirecourt.
Die Schule wurde im Jahr 1881 errichtet, ein Jahr später folgte das Rathausgebäude (Mairie).

### Bevölkerungsentwicklung
| Jahr      | 1962 | 1968 | 1975 | 1982 | 1990 | 1999 | 2010 | 2021 |
| --------- | ---- | ---- | ---- | ---- | ---- | ---- | ---- | ---- |
| Einwohner | 64   | 65   | 58   | 46   | 57   | 50   | 51   | 47   |

Im Jahr 1793 wurde mit 173 Bewohnern die bisher höchste Einwohnerzahl ermittelt. Die Zahlen basieren auf den Daten von cassini.ehess und INSEE.

## Sehenswürdigkeiten
- Kirche St. Eliphius (Saint-Élophe) aus dem 16. Jahrhundert

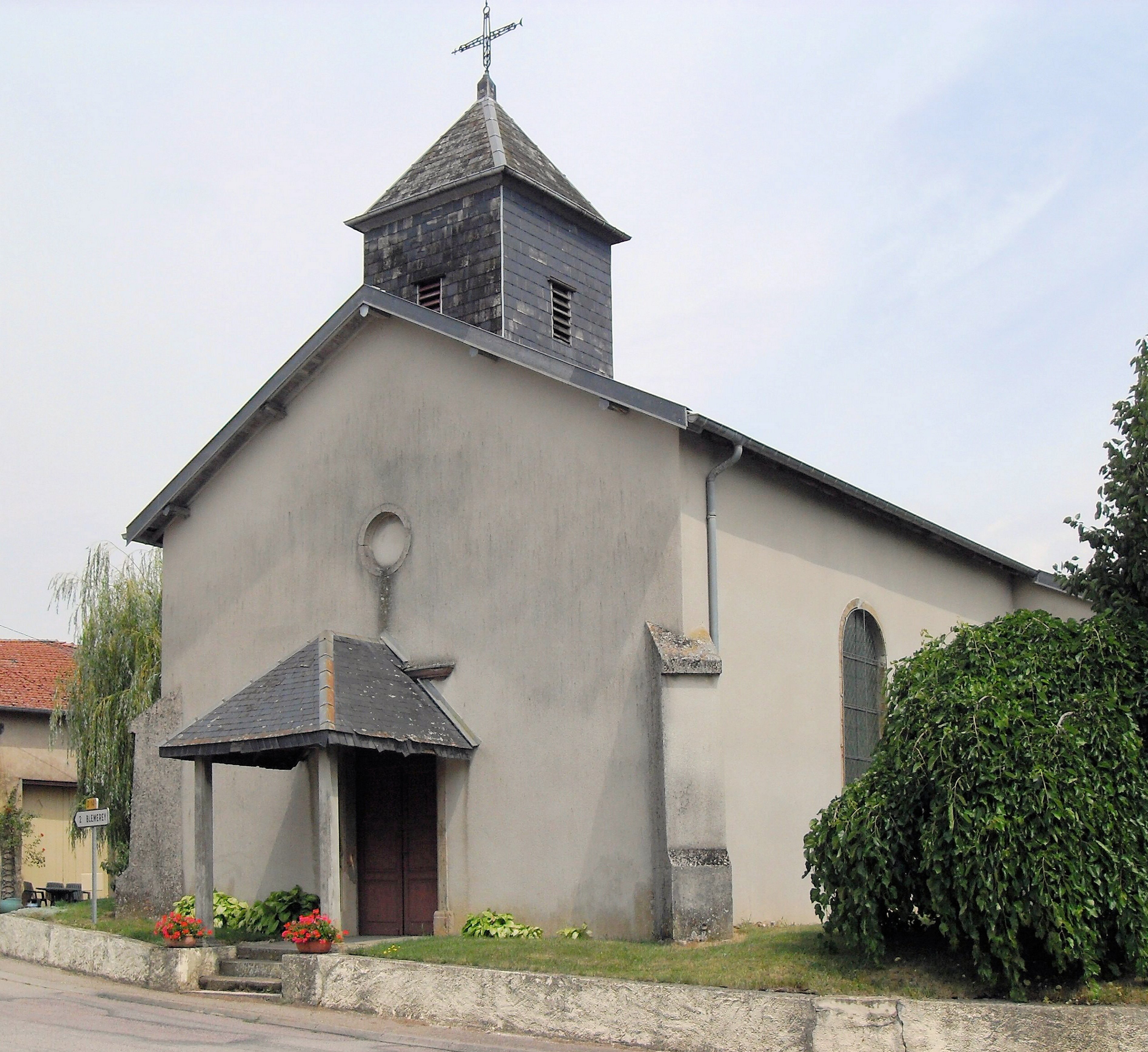
Kirche Saint-Élophe
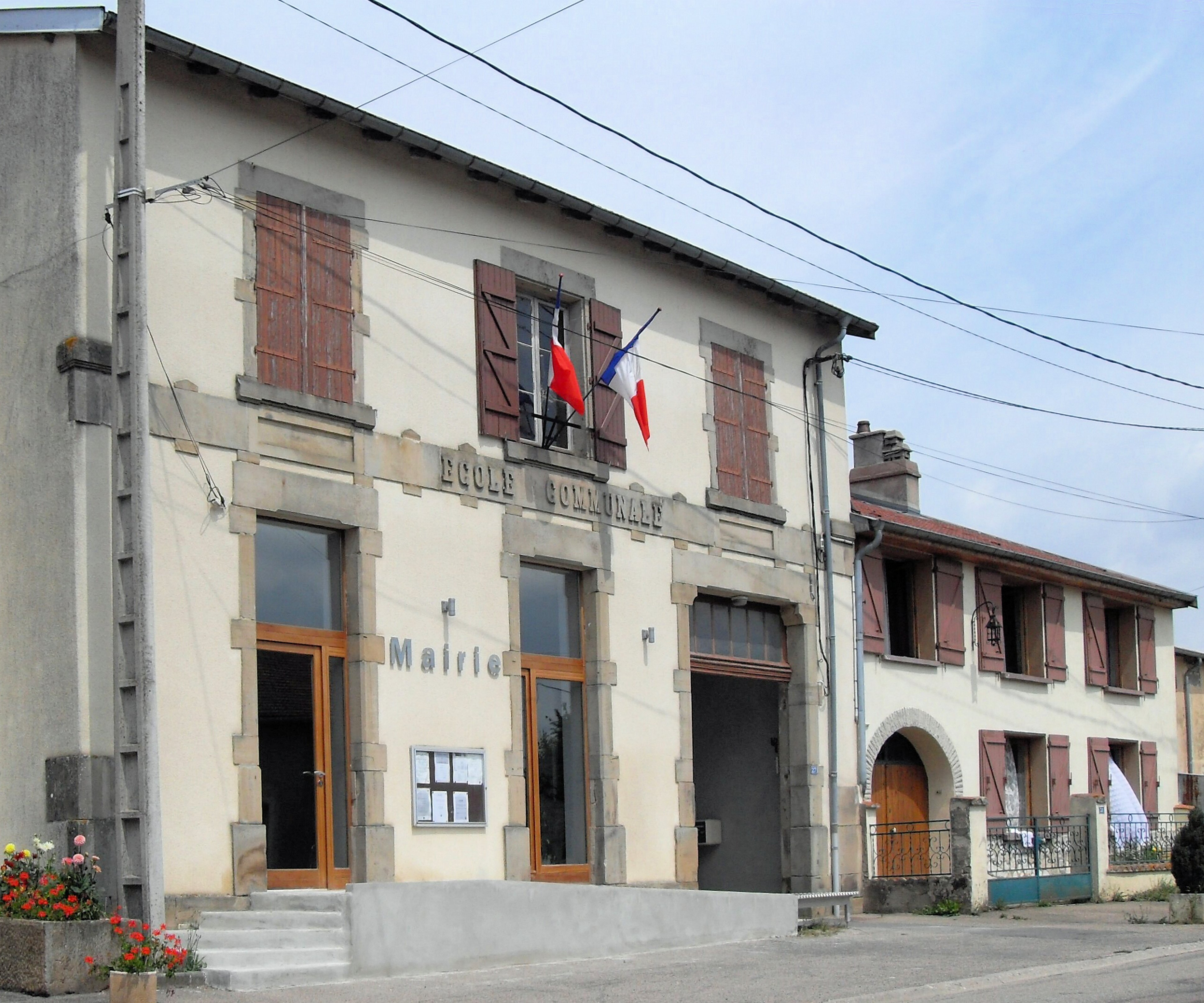
Rathaus (mairie)

## Wirtschaft und Infrastruktur
In der Gemeinde sind drei Landwirtschaftsbetriebe ansässig (Milchviehhaltung).
Frenelle-la-Petite liegt abseits der überregionalen Verkehrsverbindungen. Sieben Kilometer südlich besteht ein Anschluss an die kreuzungsfrei ausgebaute Fernstraße D 166 (Épinal-Neufchâteau). Östlich der Gemeinde verläuft die Bahnlinie Nancy-Mirecourt-Merrey. Der nächste Bahnhof liegt in der nahen Kleinstadt Mirecourt.

## Belege
1. ↑  Frenelle la Petite. (Memento des Originals vom 5. März 2016 im Internet Archive; PDF; 110 kB)  Info: Der Archivlink wurde automatisch eingesetzt und noch nicht geprüft. Bitte prüfe Original- und Archivlink gemäß Anleitung und entferne dann diesen Hinweis. vosges-archives.com (französisch)
2. ↑  Frenelle-la-Petite auf cassini.ehess.fr
3. ↑  Frenelle-la-Petite auf insee.fr
4. ↑  Landwirtschaftsbetriebe auf annuaire-mairie.fr (französisch)